# Цогт
Цогт – сомон аймаку Говь-Алтай, Монголія. Територія 16,7 тис км кВ, населення 5,26 тис. Центр – селище Тахилт знаходиться на відстані 190 км від міста Алтай та 1050 км від Улан-Батора. Є школа, лікарня, сфера обслуговування, туристичні бази.

## Рельєф
Гори Бурханбуудай (3765 м), Ул (Ол) (3500 м.), Атас богд (2695 м). річки Сагсай, тахилт, Гашуун. Озеро Буур, оази Захуй, Баянторой, Гантумур, Талин мелтес.

## Клімат
Різкоконтинентальний клімат. Середня температура січня -20 градусів, липня +16+26 градусів. Протягом року в середньому випадає 50-100 мм опадів.

## Корисні копалини
Кам’яне вугілля, дорогоцінне каміння, шпат, хімічна та будівельна сировина.

## Тваринний світ
Лисиці, вовки, манули, козулі, аргалі, дикі кози, зайці, тарбагани, в горах водяться кабани.